# Niels Peter Lemche
Niels Peter Lemche, född den 6 september 1945, är en bibelforskare vid Köpenhamns universitet.

## Biblisk minimalism
Lemche är nära knuten till den rörelse som kallas biblisk minimalism, och har antagit rollen som filosofiskt och metodologiskt språkrör för rörelsen. Hans inställning till bibelvetenskapen kan sammanfattas med följande ord: "Slutsatsen att historisk-kritisk forskning grundas på en falsk metodologi och leder till felaktiga resultat innebär helt enkelt att två hundra års arbete kan kastas på sophögen. Det är knappast ens värt pappret på vilket det är skrivet."

## Bibelns tillkomst
Lemche försäkrar att Gamla Testamentet "i dess nuvarande utformning - är en judisk-rabbinsk samling av skrifter från 100-talet e.Kr.."    I likhet med den generella tendensen inom minimalistisk forskning ser Lemche den persiska och hellenistiska perioden (400- och 300-talet f.Kr.) som den troligaste miljön i vilken man bör söka tillkomsten av majoriteten av de bibliska texterna. Detta står i skarp kontrast mot den allmänt accepterade synen, som ser processen som kulminerande på 500-talet, med tidigare versioner eller traditioner daterade från möjligen ända tillbaka till 900-talet. 
De minimalistiska påståendena har lett till en häftig debatt inom forskarvärlden och Lemche har försvarat minimalismen och (specifikt) minimalistiska forskare mot anklagelser att dess allmänna uppfattningar och särskilda tolkningar av data är ideologiskt drivna och att många av dess förespråkare är underkvalificerade, argumenterande för att det inte finns något "ideologiskt" bakom slutsatsen att den persiska perioden är den enda period som förklarar 'the mental matrix’ för det mesta av Den gammaltestamentliga litteraturen och "probably all of its historiography".

## Det bibliska Israels ursprung
Lemche betraktar de traditionella berättelserna om Israels historia som finns i Bibeln som så sena till sitt ursprung att de är värdelösa för historisk rekonstruktion. Hans alternativa rekonstruktion baseras helt på det arkeologiska materialet och kan sammanfattas på följande sätt: Från åtminstone så tidigt som första hälften av 1300-talet f.Kr. vara det centrala höglandet boplatsen för Apiru, "ett parasocialt element ... [som bestod] av förrymda tidigare ofria bönder ... från de små stadsstaterna i Palestinas slätter och dalar," som levde som "laglösa grupper av fribytare". När de nya bosättningarna dykter upp högländerna över ett århundrade senare, vid järnålderns början, är de bevis på en ny politisk struktur som växer fram inom dessa grupper. De återvänder i och med detta till en bofast, jordbrukande livsstil och påbörjan en stambildning. Israel var slutprodukten av denna process. Lemches syn har mycket gemensamt med Israel Finkelsteins, och utgör en del av en utbredd (och omstridd) omvärdering av Israels ursprung och Bibelns historicitet.